# Anaphosia mirabilis
Anaphosia mirabilis là một loài bướm đêm thuộc phân họ Arctiinae, họ Erebidae.